# Pontiac Sunbird
Pontiac Sunbird (Понтиак Санберд) — автомобиль, выпускавшийся компанией Pontiac, сначала в субкомпактном (с 1976 по 1980 годы), а затем в компактном (с 1982 по 1984 годы) классе. Санберд выпускался в течение восемнадцати лет, до того, как в 1995 году был заменён на Pontiac Sunfire. Санберд выпускался в кузовах седан, купе, универсал, хетчбэк и кабриолет.

## Первое поколение
Субкомпактный, четырёхместный Санберд появился в сентябре 1975 года, и выпускался с 1976 по 1980 модельные годы. Предшественником первого поколения Санберд был Chevrolet Vega, от которого он получил колёсную базу и ширину кузова. Санберд строился на платформе H. Конкурентами автомобиля считались Toyota Celica, Datsun 200SX, Ford Capri и Ford Mustang II. Санберд не получил каких-либо общих элементов с автомобилем Holden LX Sunbird.

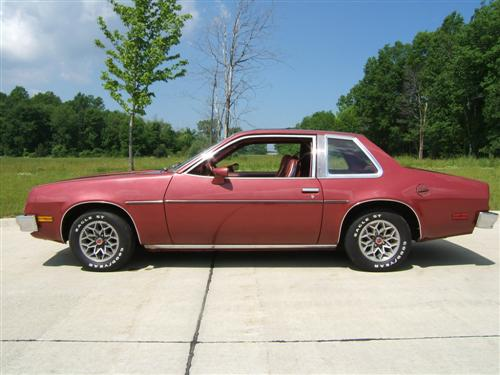
Купе Pontiac Sunbird, 1978

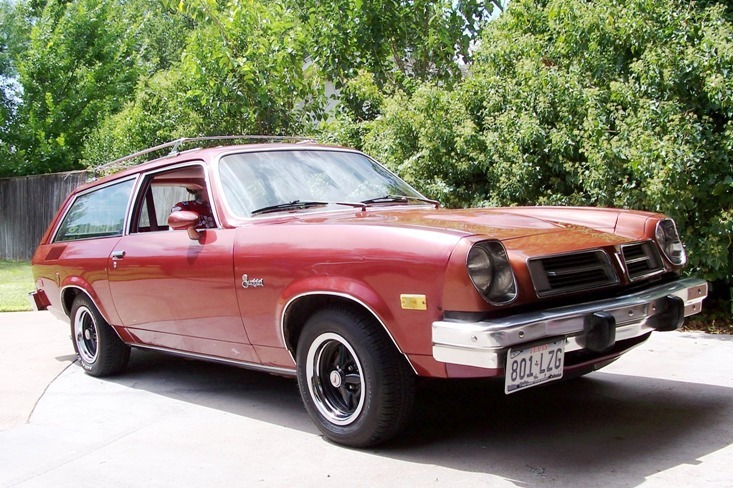
Универсал Pontiac Sunbird Safari, 1979

### Описание
Первое поколение Санберд — это заднеприводной автомобиль с неразрезным задним мостом. Стандартный рядный четырёхцилиндровый двигатель GM 2300 получил алюминиевый блок Vega и один карбюратор, мощность двигателя 78 л.с. (57 кВт) при 4200 об/мин. В стандарте устанавливались четырёх- и пятиступенчатая механическая или трёхступенчатая автоматическая коробки передач. Этот двигатель был также доступен с двухкамерными карбюраторами, что позволяло увеличить мощность до 87 л.с. (64 кВт) при 4400 об/мин. Установка 3,8-литрового двигателя V6 от Buick позволяла автомобилю развивать мощность до 110 л.с. (81 кВт) при 4000 об/мин. Передняя подвеска состояла из коротких и длинных рычагов, как и задняя подвеска была пружинной со стабилизатором поперечной устойчивости. Спереди устанавливались вентилируемые дисковые тормоза, сзади — барабанные тормоза. Автомобиль имеет колёсную базу 2500 мм и ширину кузова 1700 мм.

### Изменения
В 1977 году появился кузов хетчбэк. Этот кузов имел общие черты с Ferrari 365 GTC/4.
Все Санберды получили новый двигатель: 2475-кубовый Pontiac «Iron Duke», рядный четырёхцилиндровый двигатель с двухкамерным карбюратором Holley, мощностью 90 л.с. (67 кВт) при 4400 об/мин. Опция Formula была доступна для купе, универсала и хетчбэка. Она включает хромированную клапанную крышку, спойлер, рулевое колесо T/A, а также специальные наклейки. Расход топлива с пятиступенчатой механикой составлял 8,4 литра по городу и 6,92 литров по шоссе, что было исключительно хорошим показателем для 1970-х годов.
В 1978 и 1979 годах, с прекращением выпуска универсала серии Astre, кузов был добавлен к линейке Санберд. Автомобиль сохранил передний бампер от Astre, но с шильдиком Sunbird. Одновременно перестал устанавливаться 2,3-литровый двигатель.
Для 1978 и 1979 модельного года опционально устанавливался 5,0-литровый двигатель Chevrolet конфигурации V8 на кузова купе и хетчбэков Sunbird. (RPO LG3, 481 для 1978 года и 986 для 1979 года). В это же время универсал Sunbird Safari получил изменённую вертикальную радиаторную решётку. В 1978 и 1979 годах были доступны двигатели 305 (двигатель V8), 3,8 л (двигатель V6) и 2,5 л (рядная четвёрка). Доступные комплектации включали Firebird Redbird Package, Sunbird Formula Package и автомобиль с люком. Кондиционер был доступен в автомобилях с 4-ступенчатой механической и 3-ступенчатой автоматической трансмиссиями.
1980 стал последним годом, когда выпускался Санберд на платформе H. К этому времени выпуск универсалов и установка двигателя V8 были прекращены. Всего за пять лет было выпущено 479 967 автомобилей Санберд на платформе H.

## Второе поколение

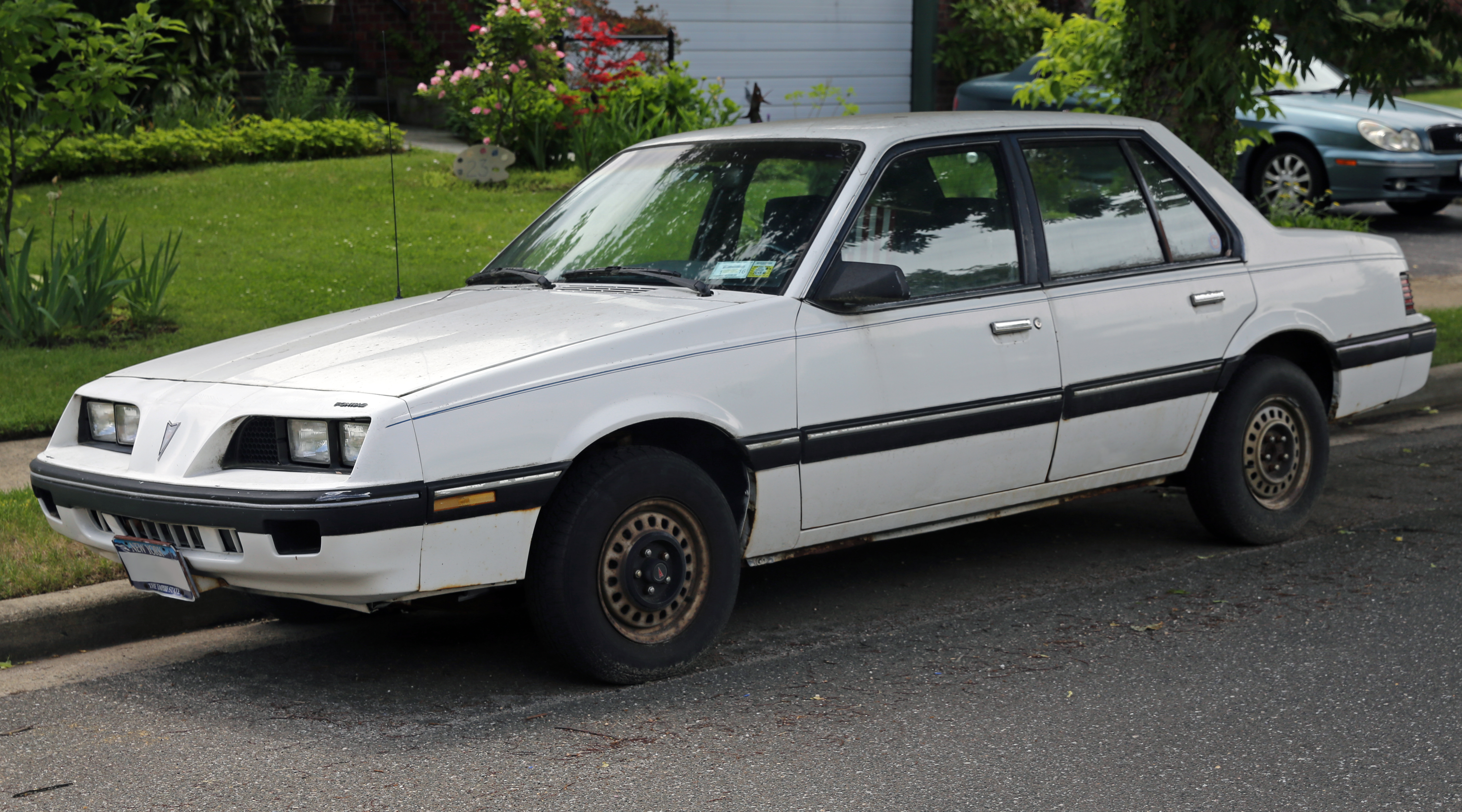
Седан Pontiac Sunbird, 1986

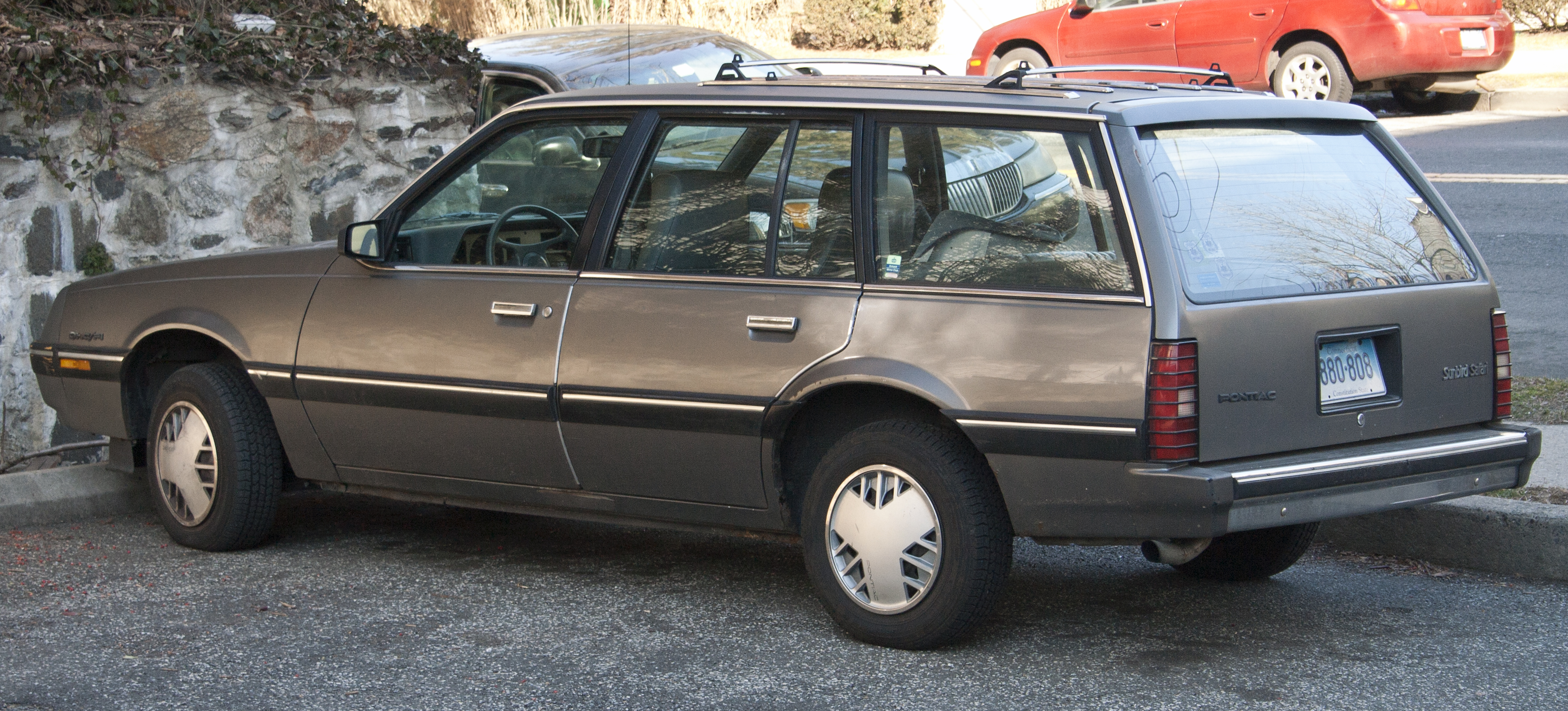
Универсал Pontiac Sunbird Safari, 1987

В 1982 году заднеприводной Санберд сменил новый переднеприводной компактный автомобиль, названный J2000. В кузовах седана, купе, универсала и хетчбэка, J2000 оснащался 1,8- или 2,0-литровым четырёхцилиндровыми двигателями. J2000 получил платформу от GM, J-Body, используемую в Северной Америке автомобилями Chevrolet Cavalier, Oldsmobile Firenza, Buick Skyhawk и Cadillac Cimarron.
В 1983 году префикс «J» отпал. Это было попыткой выдать на рынке J2000 как уменьшенную версию Pontiac 6000, так как они имели похожий внешний вид. Оба двигателя были заменены на новые SOHC 1,8-литровые четвёрки, поставляемые бразильским подразделением General Motors. Этот двигатель получил систему электронного впрыска топлива, в отличие от карбюратора, который использовался на двигателях до 1982 года, и имел мощность 84 л. с. (63 кВт). Опционально была доступна новая 5-ступенчатая механическая трансмиссия. Новые кабриолет под названием 2000 Sunbird также появился в 1983 году.
В 1984 году была обновлена передняя часть автомобиля, получив более сглаженный вид. Кроме того, модельный ряд был переименован в «2000 Sunbird». Стал доступен новый четырёхцилиндровый турбированный двигатель. Рядная четвёрка объёмом 1,8 литров с системой впрыска топлива выдавала мощность в 150 л. с. (110 кВт). Этот двигатель был популярен, и более мощным, чем многие двигатели V6 среди конкурирующих брендов. В 1985 году префикс «2000» в названии отпал. В 1986 году появилась модель GT, получившая фендеры, скрытые фары и двигатель с турбонаддувом в стандарте. Она была доступна в кузовах седан, купе или кабриолет. Седан и кабриолет GT являются очень редкими, всего было продано менее 5000 единиц в кузове седан и менее 1300 автомобилей в кузове кабриолет.
Обновлённая панель приборов и новые двигатели стали доступны для 1987 модельного года. На спидометре турбо-вариантов появилась максимальная отметка в 120 миль в час (190 км/ч), по сравнению с 85 милями в час (137 км/ч) до обновления. Новые карбюраторные двигатели объёмом 1,8 литров имели мощность 96 л. с. (72 кВт), турбованные двигатели со впрыском развивали до 165 л. с. (123 кВт). Кузов кабриолет был доступен только в комплектации GT. Задняя часть кузова была обновлена в 1988 году, в то же время установка 4-ступенчатой механической трансмиссии была прекращена.

## Третье поколение

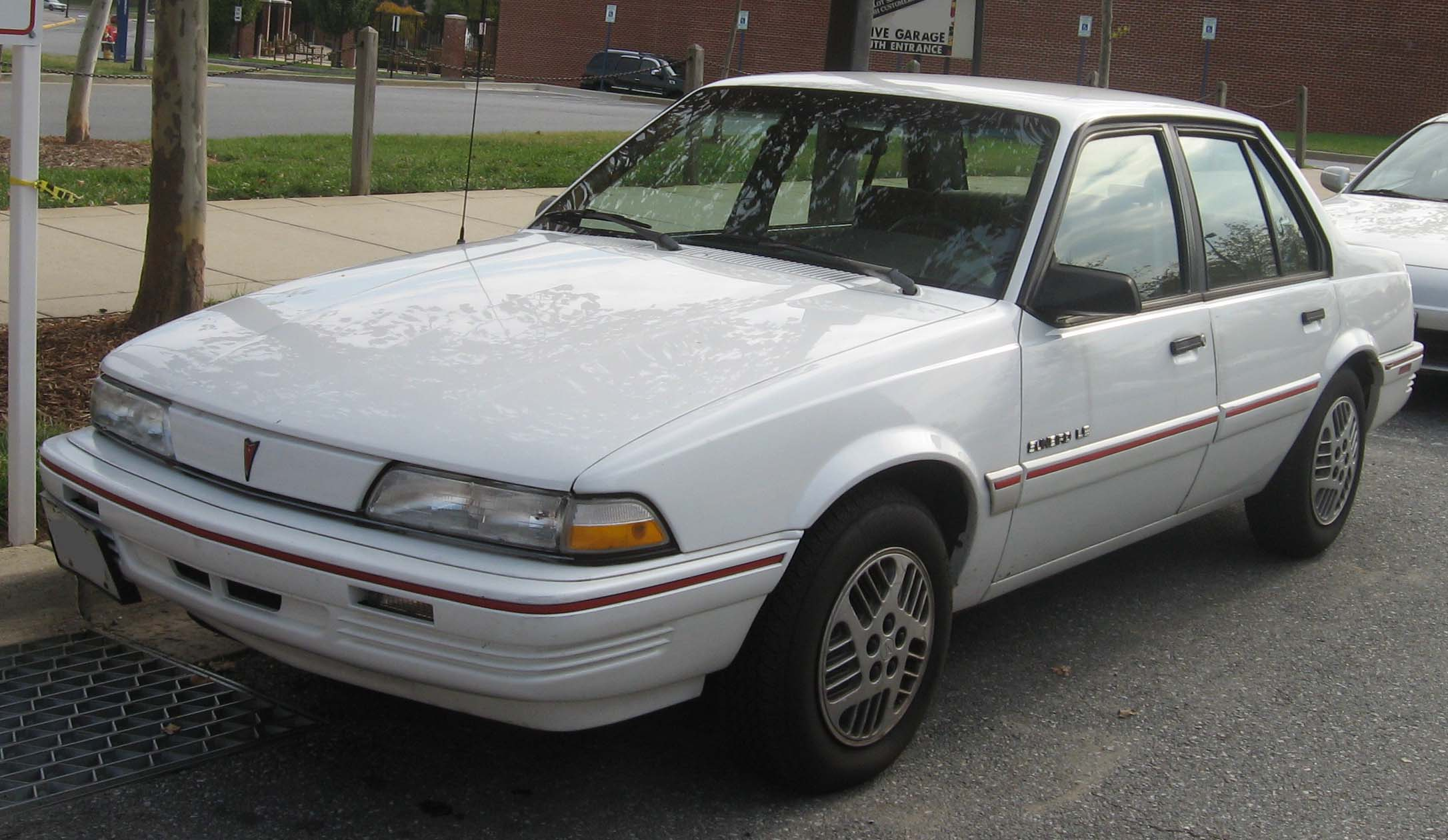
Седан Pontiac Sunbird LE, 1989—1994

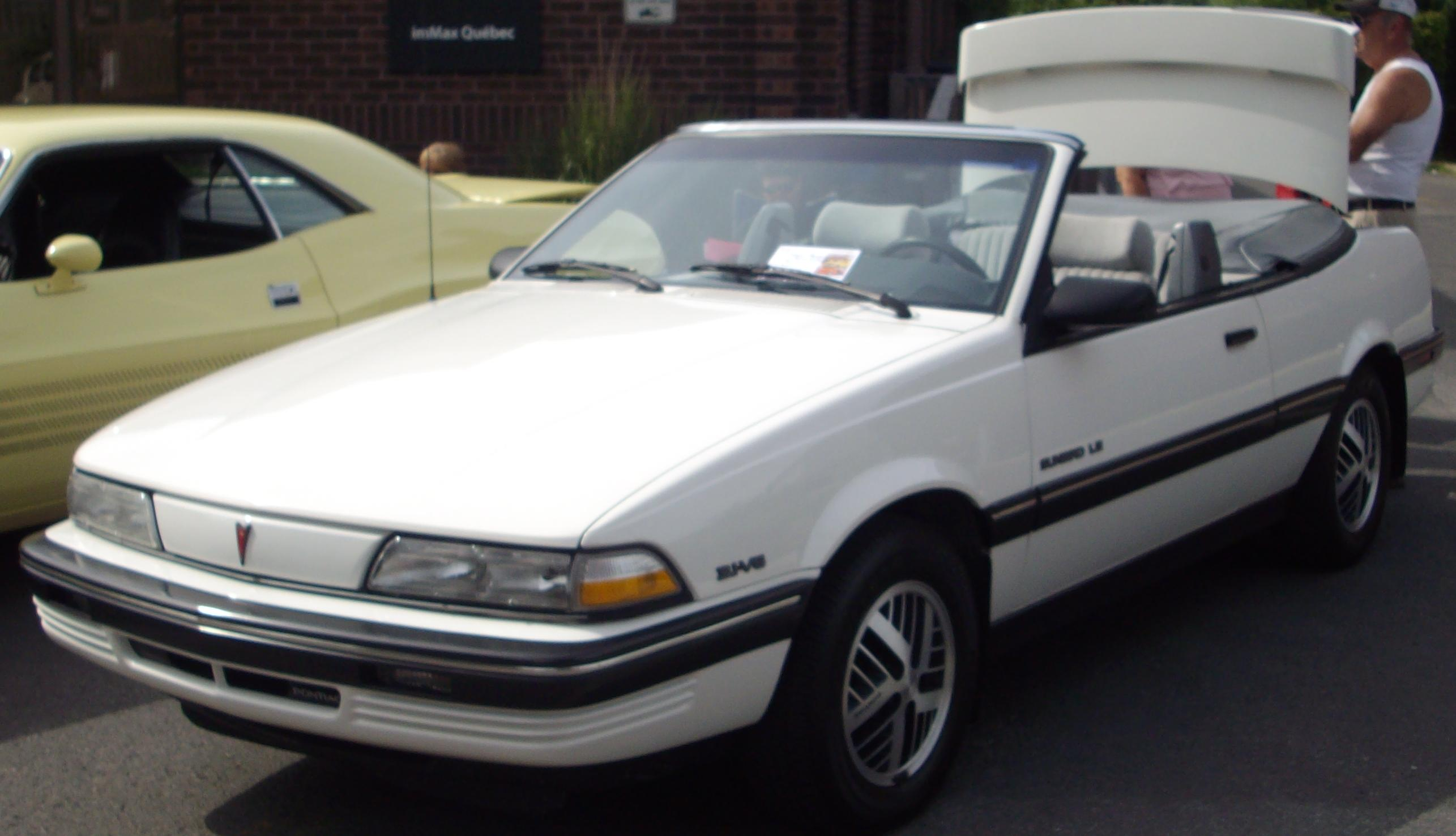
Кабриолет Pontiac Sunbird SE, 1991

Выпуск автомобилей под названием Санберд продолжался до 1994 года. Некоторые модели оснащались скрытыми передними фарами, изначально появившимися на Isuzu Impulse. Двигатели остались прежними: рядные четвёрки объёмом 2,0 литра и мощностью 96 л. с. (72 кВт), с турбо-версией на 165 л. с. GM перестала использовать название Safari для модели универсала Санберд.
В 1989 году базовая модель получила более аэродинамичный передний бампер и модель была переименована в «LE». Купе LE присоединился к линейке с теми же характеристиками, что и седан LE, но продавался по немного более низкой цене. Выпуск седана SE был прекращён, однако, на всех моделях появилась новая панель приборов. Автомобиль несколько напоминал Pontiac Grand Prix, переработанный в 1988 году. Наиболее заметными изменениями, по сравнению с предыдущей приборной панелью, является размещение стерео. Переработанный AM/FM стереоблок был размещён высоко на панели. Если устанавливался кассетный проигрыватель или проигрыватель компакт-дисков, они размещались в нижней части панели.
В 1990 году купе GT и SE получил новый перед со скрытыми фарами. Кабриолет GT был заменён турбированным кабриолетом LE, который получил подвеску и рулевое управление от GT. На всех моделях появись ремень безопасности.
Турбированная четвёрка в 1991 году была заменена на 3,1-литровый двигатель Cavalier конфигурации V6. С системой впрыска топлива, мощность двигателя составила 140 л. с. (100 кВт) при 5200 об/мин, а крутящий момент — 251 Нм при 4800 об/мин. Несмотря на то, мощность уменьшилась, автомобиль стал намного быстрее и более управляемым, примерно с той же экономией топлива. Двигатель V6 был доступен на любой модели, кроме новой базовой модели 1991 года. Купе SE получил передний бампер от купе LE.
Самым большим изменением для 1992 модельного года стал новый базовый двигатель. 2,0-литровая четвёрка SOHC с моновпрыском была заменена на 2,0-литровую четвёрку SOHC с многоточечным впрыском, что позволило увеличить экономия топлива и мощность. Мощность была увеличена с 96 л. с. до 110 л. с. (с 72 кВт до 82 кВт), крутящий момент увеличился до 168 Нм. Седан SE снова стал доступен, а базовые модели исчезли. Единственным изменением за 1993 год стало добавление заднего стекла с обогревом на кабриолетах. По мере того как Санберд подходил к концу производства, доступные комплектации исчезали.
Большинство Санбердов было выпущено в Лордстаун (Огайо, США) и Рамос-Ариспе (Коауила, Мексика). Последний из них сошёл с конвейера 27 апреля 1994 года, Санберд был заменён на Pontiac Sunfire в 1995 году.

## Двигатели
В период между 1982 и 1994 годами Санберд выпускался со следующими двигателями:
- 1982: 1,8 л L46 карбюраторный OHV рядный четырёхцилиндровый
- 1982—1986: 1,8 л LH8 TBI SOHC рядный четырёхцилиндровый
- 1983—1986: 2,0 л LQ5 TBI OHV рядный четырёхцилиндровый
- 1984—1986: 1,8 л LA5 турбированный MPFI SOHC рядный четырёхцилиндровый
- 1987—1991: 2,0 л LT2 TBI SOHC рядный четырёхцилиндровый
- 1987—1990: 2,0 л LT3 турбированный MPFI SOHC рядный четырёхцилиндровый
- 1991—1994: 3,1 л LH0 MPFI OHV двигатель V6
- 1992—1994: 2,0 л LE4 MPFI SOHC рядный четырёхцилиндровый